# Bright Eyes (álbum)
Bright Eyes es el segundo álbum de estudio de la cantautora estadounidense Melissa Manchester. Fue publicado a principios de marzo de 1974 a través de Bell Records.

## Recepción de la crítica
Billboard lo nombró una selección “Spotlight” y un crítico no especificado escribió: “Melissa suena por momentos como Laura Nyro y Helen Reddy pero esto no resta valor a sus habilidades interpretativas y a su destreza emocional”. Un escritor no especificado de la revista Record World describió Bright Eyes como “dulce y relajado”. Un escritor no especificado de la revista Cash Box calificó Bright Eyes como “un reflejo de un increíble proceso de maduración musical y emocional, que hace de cada corte de este álbum un viaje provocativo y torbellino a través de sus pensamientos privados”.

## Lista de canciones
Todas las canciones escritas y compuestas por Melissa Manchester, excepto donde esta anotado. 
| Lado uno |                                                |          |  |
| N.º      | Título                                         | Duración |  |
| 1.       | «Bright Eyes» (Manchester, Adrienne Anderson)  | 4:26     |  |
| 2.       | «Alone» (Manchester, Anderson)                 | 3:15     |  |
| 3.       | «O Heaven (How You've Changed to Me)»          | 3:29     |  |
| 4.       | «Inclined»                                     | 4:20     |  |
| 5.       | «No. 1 (Ahwant Gimmeh)» (Manchester, Anderson) | 3:50     |  |

| Lado dos |                                                        |          |  |
| N.º      | Título                                                 | Duración |  |
| 1.       | «Ode to Paul»                                          | 3:22     |  |
| 2.       | «I Can't Get Started» (Vernon Duke, Ira Gershwin)      | 3:46     |  |
| 3.       | «He Is the One»                                        | 3:50     |  |
| 4.       | «Ruby and the Dancer» (Manchester, Carole Bayer Sager) | 4:19     |  |

## Créditos y personal
Créditos adaptados desde las notas de álbum de Bright Eyes.
Músicos
- Melissa Manchester – voces, piano en todas las pistas excepto «Inclined», «Ode to Paul» y «I Can't Get Started», piano eléctrico en «Inclined» y «Ode to Paul»
- Stanley Schwartz – piano eléctrico en «Bright Eyes» y «O Heaven (How You've Changed to Me)», saxofón en «Bright Eyes» y «Alone», flauta en «No. 1 (Ahwant Gimmeh)», flautín en «Ode to Paul», piano en «He Is the One»
- Chris Dedrick – trompeta en «Bright Eyes», órgano en «O Heaven (How You've Changed to Me)», flauta dulce en «Inclined», clarinete en «No. 1 (Ahwant Gimmeh)», guitarra en «Ruby and the Dancer»
- David Wolfert – guitarra en todas las pistas excepto «Inclined», «I Can't Get Started» y «He Is the One», percusión en «No. 1 (Ahwant Gimmeh)»
- Cooker LoPresti – bajo eléctrico en todas las pistas excepto «Alone» y «Inclined», percusión en «Ode to Paul», voces en «I Can't Get Started»
- Kirk Bruner – batería en todas las pistas excepto «Inclined», «He Is the One» y «Ruby and the Dancer», percusión en «Ode to Paul»
- George Devens – vibráfono en «Alone», percusión en «O Heaven (How You've Changed to Me)» y «No. 1 (Ahwant Gimmeh)»
- Richard Davis – bajo eléctrico en «Alone»
- Don Grolnick – órgano en «O Heaven (How You've Changed to Me)»
- Hank Medress – percusión en «O Heaven (How You've Changed to Me)» y «Ode to Paul», voces en «Ode to Paul»
- The Dixie Hummingbirds – voces en «O Heaven (How You've Changed to Me)»
- Leslie Miller – voces en «O Heaven (How You've Changed to Me)»
- Hilda Harris – voces en «O Heaven (How You've Changed to Me)»
- Rick Chertoff – percusión en «No. 1 (Ahwant Gimmeh)»
- Dave Appell – percusión en «Ode to Paul», guitarra acústica en «I Can't Get Started»
- Jerry Friedman – guitarra en «He Is the One»
- Allan Schwartzberg – batería en «He Is the One»

Personal técnico
- Hank Medress – productor
- Dave Appell – productor
- Chris Dedrick – arreglos, conductor
- David Nadien – concertino
- Billy Radice – ingeniero de audio, mezclas

## Posicionamiento
| Gráfica (1974)                            | Pico de posición |
| ----------------------------------------- | ---------------- |
| Estados Unidos (Billboard Top LPs & Tape) | 159              |
| Estados Unidos (Cash Box Top 100 Albums)  | 87               |
| Estados Unidos (Record World Album Chart) | 143              |